# Valle dell'Arbogna
La Valle dell'Arbogna è una piccola vallata formata dal torrente omonimo e situata nel terrazzo fluvio-glaciale Novara-Vespolate.
Il territorio è una meta per il birdwatching (vedi sez. Fauna) ed è totalmente compreso nel Parco della Battaglia della Bicocca.

## Geografia

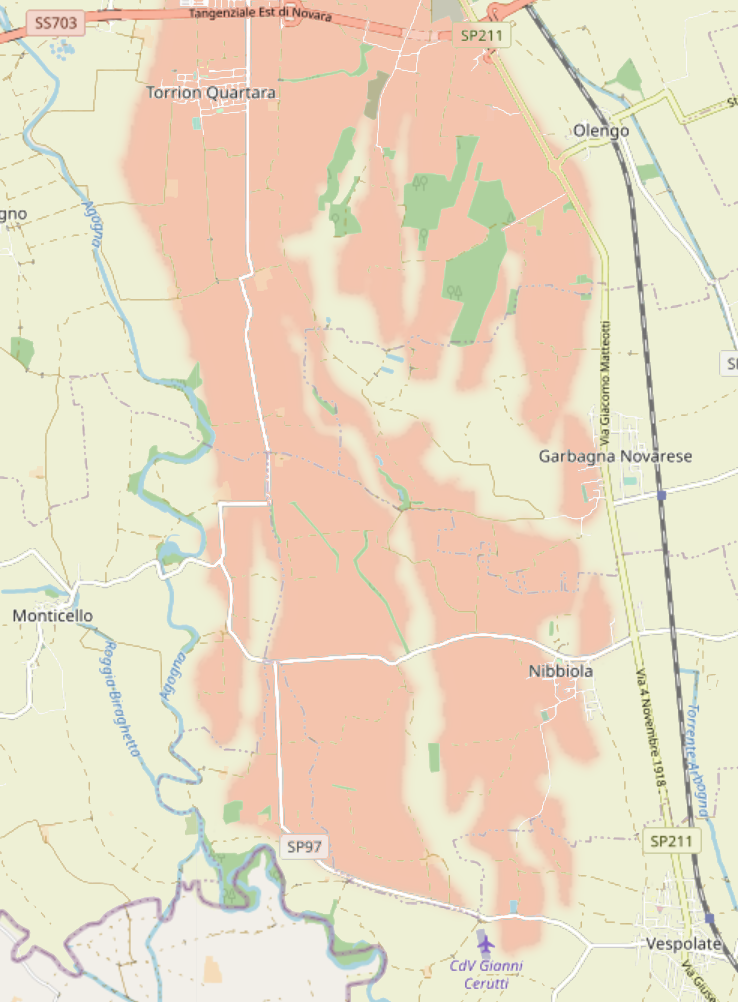
La valle dell'Arbogna all'interno del Terrazzo Novara-Vespolate: la valle corrisponde al varco nella parte centro-orientale

La valle inizia presso Piazza d'Armi, nel quartiere Bicocca; dalla tangenziale di Novara è possibile vederne proprio le prime collinette che digradano verso il corso d'acqua, ancora ruscello.
Pochi chilometri a sud, precisamente in comune di Garbagna Novarese, la vallata inizia a "dissolversi", lasciando spazio al solo terrazzo fluvio-glaciale sopracitato.
Oltre all'Arbogna, la valle è percorsa da numerosi torrentelli.

## Origini
La valle è nata dall'opera erosiva del torrente Arbogna sui sedimenti del terrazzo Novara-Vespolate, a sua volta risalente alla prima glaciazione.

## Storia
1 C. Michelina
2 C. Dominioni
3 C. Luina
4 C. Lugone
5 C. Bigliana
6 C. Longhina
7 C. Bellaria
8 C. Boiotta
9 C. Boriola
10 C. Bertona
11 C. Bosa
12 C. Luogo Regio
13 C. Luogo Nuovo
14 C. Cavallotta
15 C. San Gaudenzio
16 C. Baraggia
Tra i luoghi di interesse storico della valle si annoverano i cascinali, molti dei quali risalenti al XV secolo, con le strutture attuali datate dal XVIII al XX secolo.
Ai primi dell'Ottocento il medico novarese Giovanni Biroli condusse nella valle alcune sperimentazioni in ambito botanico: con la combinazione di acido carbonico, calcare e una minima parte di argilla ottenne una calce che rendeva più solido il fondo paludoso, distruggeva muschi, giunchi, equiseti e svariate erbe palustri che peggioravano la qualità del fieno, mentre favoriva la crescita di trifoglio, poa, olmetto (Sanguisorba minor o Poterium sanguisorba) e ranuncolo. Sperimentò il composto in alcuni prati in valle dell'Arbogna, in ragione di otto rubbi per pertica. Ne suggerì inoltre l'applicazione per verificare se esso potesse prevenire la dissenteria di buoi e vacche, che talvolta risultava fatale agli animali. Allo stesso modo promosse il riutilizzo di rottami di muri e tetti come concime per uliveti, viti, campi argillosi e prati palustri: trattando il materiale con una minima quantità di letame che ne favorisse la fermentazione, lui stesso ottenne prati fertili ancora dopo otto anni dall'applicazione dove prima vi era un semplice campo argilloso.
Nel 1849 nella valle fu combattuta la battaglia della Bicocca.
Il fondovalle principale era, fino alla fine degli anni '70, una palude di interessanti dimensioni. Successivi interventi di spianamento del fondovalle e bonifiche a fini agricoli lo hanno trasformato in risaie che presentano, incastonati, alcuni stagni non coltivabili.
Sia in palude che in risaia si poteva riscontrare il fenomeno dei funghìn (termine popolare per sabbie mobili): nelle acque basse e limpide, quando l'acqua superficiale era assorbita dal terreno ed entrava in contatto con l'acqua di falda, l'argilla si diluiva al punto di non esser più nè liquida nè solida. Il pericolo era principalmente legato agli animali da lavoro (cavalli e buoi) e ai mezzi pesanti, che a fatica ne venivano (non sempre) estratti.

### Discarica della Bicocca
Gli anni '70 coincisero anche con l'inizio del gravoso problema dell'inquinamento, che avrebbe afflitto la valle per decenni, come conseguenza della creazione della discarica per i rifiuti urbani nella località del Mago.
A tal merito, in un articolo del 2022 Franco Conturbia ricorda gli incendi della crescente mole di rifiuti, appiccati onde ridurne il volume, e il conseguente odore di plastica bruciata che si spandeva nelle sere d'estate verso la Bicocca o verso il Torrion Quartara, a seconda della direzione del vento.
In seguito alle numerose lamentele e interpellanze dei residenti del quartiere Bicocca, dai primi anni '80 la discarica fu modernizzata, resa accessibile solo mediante specifici permessi rilasciati dal Comune e dotata di bruciatori di biogas per evitare le esplosioni.
Nel 1984, nonostante la superficie di oltre 60 000 m2, la capacità dell'impianto era ormai al limite, con una montagna di rifiuti che raggiungeva i 20 metri di altezza. Il Comune iniziò dunque a prevederne un'espansione, assicurando la nuova area sarebbe stata innanzitutto dotata di appositi teloni impermeabili che impedissero il contatto dei liquami con la falda sottostante, situata tra i 4 e i 9 metri di profondità.
Nel 1986, ad un passo dall'avvio dell'ampliamento, la Regione richiese la chiusura temporanea della discarica, constatatane la pericolosità e i problemi igienici, sanitari e ambientali. La richiesta era conseguenza della segnalazione inoltrata dalla Giunta Provinciale, a sua volta motivata dal rapporto stilato dall'USL 51 che riscontrava l'inquinamento della falda acquifera, l'area dell'impianto non adeguatamente recintata e la presenza di rigagnoli di percolato che scaricavano verso l'Arbogna. Stante la situazione, la Regione impose l'immediata attuazione di misure di recupero ambientale, concluse le quali si sarebbe potuto riaprire la discarica. La richiesta di chiusura fu tuttavia ritirata dopo poco tempo, considerato che ciò avrebbe solo aggravato la situazione nell'immediato. Il Comune si impegnò comunque ad applicare le misure di messa in sicurezza ambientale richieste. L'anno seguente furono terminati i lavori di ampliamento.

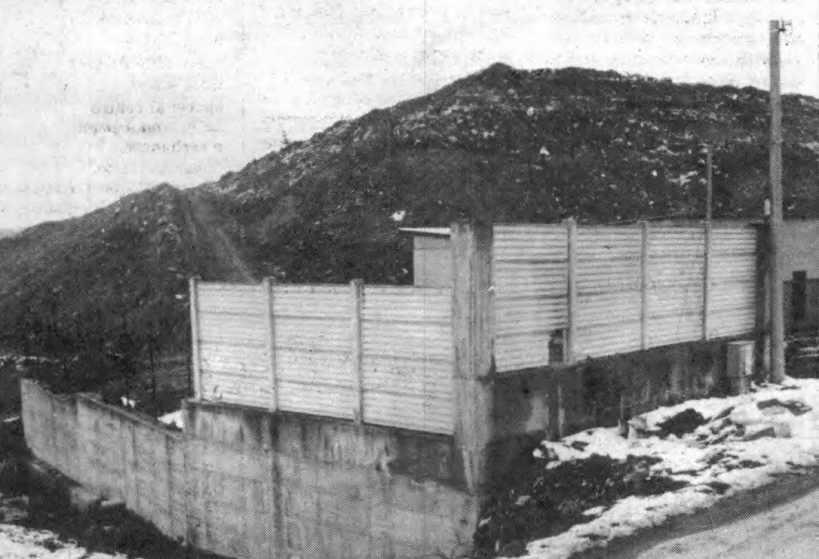
La collina di rifiuti urbani alla discarica della Bicocca nel 1987

Nel 1992 avvenne l'ultimo ampliamento, con la promessa di aggiunta di un compattatore, nuovamente di decisive azioni di recupero ambientale e la creazione di un piano paesistico.
Nel 1996 la discarica fu infine chiusa e l'anno seguente attuati solo alcuni interventi urgenti di recupero nel contesto della gestione post mortem dell'impianto. La zona fu inoltre inserita nel Piano regionale delle aree inquinate: nel 2000 figurava al settimo posto (per indice di rischio) tra i 15 siti inquinati censiti dalla provincia di Novara, con oltre 100 000 m3 di rifiuti, accertata contaminazione del suolo, presunta contaminazione delle acque e presenza di percolato ed emissioni gassose.
Al 2014 le uniche azioni di recupero concreatizzate erano la manutenzione e la modellatura delle colline di rifiuti, con i periodici trasporti del percolato mediante autobotti (che rendevano di fatto la via di accesso pericolosa per i residenti). Quell'anno il Comune di Novara incaricò il Consorzio del Bacino Basso Novarese di prendere in mano la situazione, che fu risolta nel 2016. Tra i vari interventi, il più importante fu proprio la gestione del percolato, che fu convogliato nella fogna e dunque al depuratore, liberando i residenti dall'incubo del traffico pesante. Fu accertato inoltre che i rifiuti non producevano più biogas. Monitoraggio e manutenzione sono comunque previsti fino al 2026, anno in cui scadranno i trent'anni di gestione post mortem dell'impianto.

### Parco della Battaglia

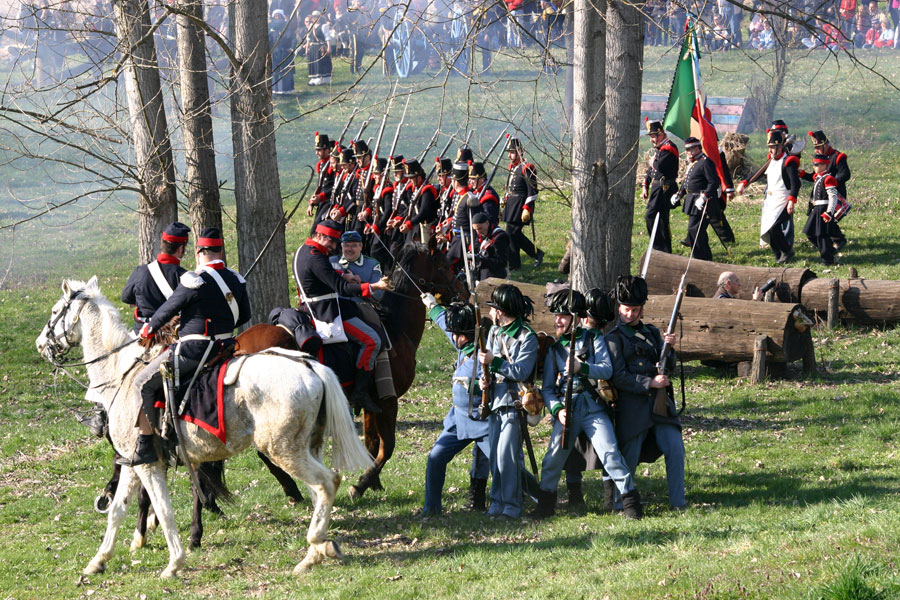
La rievocazione della storica Battaglia della Bicocca (o di Novara)

Su iniziativa dello storico locale Angelo Luigi Stoppa, nel 1989 sorse un comitato per l'istituzione del Parco della Battaglia, al fine di tutelare la zona dei combattimenti del 1849 in ambito storico, paesaggistico, architettonico e naturalistico. Oggetto della tutela erano dunque i cascinali al centro della battaglia, i caratteristici dossi e pendii argillosi di origine glaciale della valle dell'Arbogna (che vi era interamente compresa), la sua flora e fauna, assieme a tutti gli aspetti della cività rurale di allora. La proposta fu accolta dalla Regione Piemonte, che nel 1992 pose un vincolo di tutela storica e paesaggistica sull'area delimitata dal torrente Agogna ad ovest, dalla ferrovia Novara-Alessandria a est, dalla Piazza d'Armi a nord e dai confini comunali a sud.

## Colture
Le colture praticate nella valle sono piuttosto varie: riso nel fondovalle, grano, pioppeti e boschi sulle collinette, assieme a mais, soia e orzo.

## Flora
La parte iniziale della valle, fino alla discarica della Bicocca, è descritta da Franco Conturbia come un tipico paesaggio agreste, caratterizzato da dolci declivi coltivati. A valle della discarica, invece, il pluridecennale abbandono da parte dell'uomo ha consentito lo sviluppo di un ecosistema semipaludoso, protetto da un selvaggio intrico di robinie, salici, rovi, querce e sambuchi, assieme ad un intero pioppeto inselvatichito, con canne palustri e ontani nella parte più bassa.

## Fauna
Trattandosi di un ambiente molto variegato, l'area ospita un'ampia varietà di specie.
Tra l'avifauna sono presenti l'airone cenerino, la garzetta e l'airone bianco maggiore; nel periodo estivo si osservano anche la nitticora e la sgarza ciuffetto. Sono comuni il germano reale, la pavoncella e il fagiano, mentre durante le migrazioni sono frequenti diverse specie di limicoli, come i piro piro. I pioppeti ospitano in inverno dormitori di colombacci e nei boschetti si trovano numerose specie di passeriformi, tra cui la capinera, presente tutto l'anno, e il pettirosso, osservabile in autunno e in inverno. Tra i rapaci sono comuni lo sparviero e la poiana, frequente il falco di palude, mentre in inverno è possibile osservare l'albanella reale.
La valle è inoltre compresa in una zona di ripopolamento e cattura estesa per oltre 1500 ettari tra i comuni di Novara, Garbagna Novarese, Nibbiola e Granozzo con Monticello. Al 2011, la zona era reputata adatta alla riproduzione prevalentemente di lepri e fagiani.
È nota la presenza anche di volpi e cinghiali. Questi ultimi, in particolare, per i danni arrecati alle colture e i rischi portati al transito dei mezzi.

## Galleria d'immagini

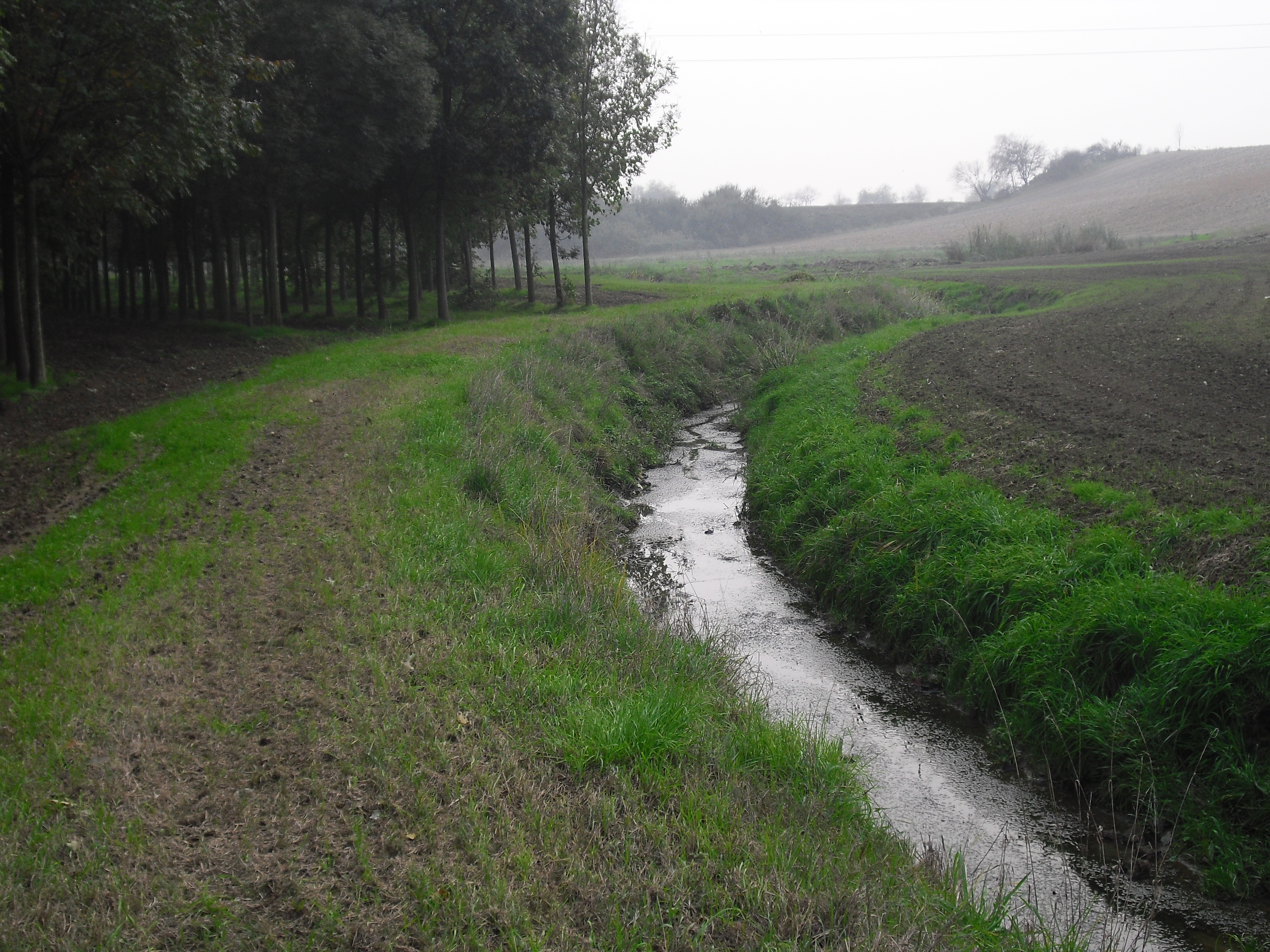
Il torrente Arbogna all'inizio del proprio corso, a est di Torrion Quartara
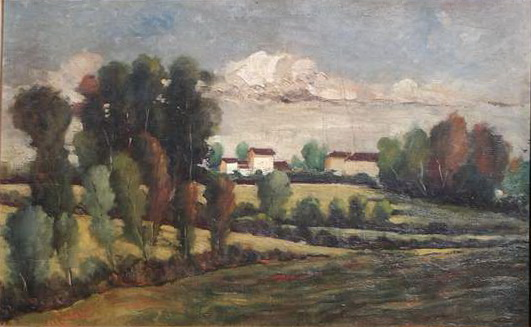
Arturo Conterno, Valle Arbogna, olio su tavola

### Approfondimenti
- Martina Ghibaudo e Giacomo Oliveri, Novara anfibia. Progetto di un parco nella valle del torrente Arbogna, relatori Carlo Ravagnati e Thomas Pepino, Politecnico di Torino, Corso di laurea magistrale in Architettura Costruzione Città, 2023. URL consultato l'11 agosto 2025.